# Adiposis dolorosa
La adiposis dolorosa, también conocida como enfermedad de Dercum, es una enfermedad poco común caracterizada por múltiples, dolorosos lipomas. Estos lipomas se producen principalmente en el tronco, los brazos y los muslos. La comprensión de la causa y el mecanismo de la enfermedad de Dercum sigue siendo desconocida. Las posibles causas incluyen la disfunción del sistema nervioso, la presión mecánica sobre los nervios, la disfunción del tejido adiposo y traumas.

## Signos y síntomas
Hay cuatro síntomas cardinales que se han utilizado como criterios de diagnóstico: 
1.- lipomas dolorosos, grasos (tumores grasos benignos) a través de la anatomía.
2.- Obesidad, con frecuencia en la edad de la menopausia.
3.- Debilidad y fatiga
4.- Inestabilidad emocional, depresión, epilepsia, confusión y demencia.
Sin embargo, como no está claro cuáles de los síntomas son cardinales y cuales de los síntomas son signos menores en la enfermedad de Dercum, no está claro cuáles deberían ser usados como criterios de diagnóstico. Investigadores han propuesto una 'definición mínima' basada en los síntomas más comunes de la enfermedad de Dercum (sobrepeso u obesidad generalizada y dolor crónico en el tejido adiposo). Los síntomas relacionados con la enfermedad de Dercum incluyen obesidad, depósitos grasos, propensión a desarrollar hematomas, trastornos del sueño, problemas de memoria, depresión, dificultad para concentrarse, ansiedad, palpitaciones rápidas, dificultad para respirar, diabetes, hinchazón, estreñimiento, fatiga, debilidad y dolores articulares y musculares. En cuanto a los síntomas asociados con la enfermedad de Dercum, sólo reportes de casos han sido publicados. No se han realizado estudios que involucren exámenes médicos en un grupo grande de pacientes.

## Causas
La etiología de la enfermedad es desconocida. Hay etiologías propuestas pero no confirmadas que incluyen: la disfunción del sistema nervioso, la presión mecánica sobre los nervios, la disfunción del tejido adiposo y traumas.
La mayoría de los casos son esporádicos (no hereditarios), pero se han descrito algunos casos familiares con herencia autosómica dominante.

## Diagnóstico
Un diagnóstico de la enfermedad de Dercum se basa en la historia del paciente y los hallazgos físicos. No hay prueba de laboratorio específica para esta enfermedad. El ultrasonido y la imagen por resonancia magnética pueden jugar un papel en el diagnóstico.

## Tratamiento
Se han realizado pocos estudios que sean grandes y convincentes en el tratamiento de la enfermedad de Dercum. La mayor parte de las diferentes estrategias de tratamiento que existen se basan en informes de casos. El tratamiento de la enfermedad de Dercum está generalmente dirigido a aliviar el dolor en lugar de eliminar el lipoma. Actualmente, hay una falta de datos científicos sobre el uso de terapias de integración para el tratamiento o la prevención de la enfermedad de Dercum. No se han hecho los estudios suficientes para corroborar que la dieta y los suplementos podrían ayudar con la enfermedad.
Los métodos de tratamiento incluyen las siguientes modalidades.

### Cirugía
La extirpación quirúrgica de los depósitos de tejido adiposo alrededor de las articulaciones (liposucción) se ha utilizado en algunos casos. Se pueden aliviar temporalmente los síntomas aunque a menudo se desarrollan recurrencias con menos años de edad.

### Medicación
Analgésicos tradicionales
El dolor en la enfermedad de Dercum a menudo se reporta para ser refractario a los analgésicos y fármacos antinflamatorios no esteroideos(AINE). Sin embargo, esto ha sido contradicho por los hallazgos de Herbst y otros. Se informó de que el dolor disminuyó en 89% de los pacientes (n=89) cuando son tratados con AINE's y en 97% de los pacientes cuando se tratan con analgésicos narcóticos (n=37). La dosis requerida y la duración del alivio del dolor no se indican precisamente en el artículo.
Lidocaína
A principios de 1934 un informe mostró que las inyecciones intralesionales de procaína (Novocain®) alivian el dolor en seis casos. Más recientemente, otros tipos de tratamiento local de sitios dolorosos con parches de lidocaína (5%) (Lidoderm®) o lidocaína/prilocaína (25 mg/25 mg) crema (EMLA®) han mostrado una reducción del dolor en unos pocos casos.
En la década de 1980, el tratamiento con infusiones de lidocaína (Xylocaine®) en dosis variables fue reportada en nueve pacientes. El alivio del dolor resultante duró de 10 horas a 12 meses. En cinco de los casos, el tratamiento con lidocaína fue combinado con mexiletina (Mexitil®), que es un anti-arrítmico clase 1B con propiedades farmacológicas similares a la lidocaína. El mecanismo por el cual la lidocaína reduce el dolor en la enfermedad de Dercum no está claro. Puede bloquear la conducción del impulso en los nervios periféricos, y de ese modo circuitos de impulso nervioso anormales. No obstante, también podría deprimir la actividad cerebral que podría llevar a un aumento de los umbrales de dolor. Iwane y otros realizaron un EEG durante la administración de lidocaína intravenosa. El EEG mostró ondas lentas que aparecen 7 minutos después del inicio de la infusión y desaparecen dentro de 20 minutos después del fin de la infusión. Por otro lado, el efecto del alivio del dolor fue la mayor alrededor de 20 minutos después del fin de la infusión.
Basado en esto, los autores concluyeron que el efecto de la lidocaína sobre los nervios periféricos muy probablemente explican por qué el medicamento tiene un efecto sobre el dolor en la enfermedad de Dercum. En contraste, Atkinson y otros han sugerido que un efecto sobre el sistema nervioso central es más prometedor, en cuanto a la capacidad de la lidocaína de deprimir la conciencia y disminuir el metabolismo cerebral. Además, Skagen y otros, demostraron que un paciente con la enfermedad de Dercum carecía de la respuesta vasoconstrictora en piernas y brazos al descenso de la sangre, lo que indica que el reflejo veno-arterial local mediado simpáticamente era ausente. Esto podría sugerir una mayor actividad simpática. Una infusión de lidocaína aumenta el flujo sanguíneo en el tejido subcutáneo y normaliza la respuesta vasoconstrictora cuando se redujeron las extremidades. Los autores sugirieron que el alivio del dolor fue causado por una normalización de la sobre-regulada actividad simpática.
Metotrexato e Infliximab
Los síntomas de un paciente mejoraron con metotrexato e infliximab. Sin embargo, en otro paciente con la enfermedad de Dercum, el efecto del metotrexato fue discreto. El mecanismo de acción no está claro. Previamente, se ha demostrado que el metotrexato reduce el dolor neuropático causado por la lesión del nervio periférico en un estudio en ratas. El mecanismo en el caso del estudio en ratas se pensaba que era una disminución en la activación microglial subsecuente a la lesión del nervio. Por otra parte, un estudio ha demostrado que el infliximab reduce el dolor neuropático en pacientes con sarcoidosis del sistema nervioso central. Se cree que el mecanismo está mediado por la inhibición del factor de necrosis tumoral.
Interferón α-2b
Dos pacientes fueron tratados exitosamente con interferón α-2b. Los autores especularon sobre si el mecanismo podría ser el efecto antiviral de la droga, la producción de sustancias endógenas, tales como las endorfinas, o la interferencia con la producción de interleucina-1 y el factor de necrosis tumoral. La interleucina-1 y el factor de necrosis tumoral están implicados en la hiperalgesia cutánea.
Corticosteroides
Algunos pacientes notaron una cierta mejora al ser tratados con corticosteroides sistémicos (prednisolona), mientras que otros experimentaron empeoramiento del dolor. Weinberg y otros trataron a dos pacientes con enfermedad yuxta-articular de Dercum con inyecciones intralesionales de metilprednisolona (Depo-Medrol). Los pacientes experimentaron una mejora dramática. 
El mecanismo para la capacidad de reducción del dolor de los corticosteroides en algunas enfermedades es desconocida. Una teoría es que inhiben los efectos de sustancias, tales como histamina, serotonina, bradicinina y prostaglandinas. Como la etiología de la enfermedad de Dercum no es inflamatoria, es plausible que la mejora de algunas experiencias de los pacientes cuando usan corticosteroides no es causado por un efecto antiinflamatorio.

### Tratamiento alternativo
Sesiones CVAC
La Dra. Karen Herbst llevó a cabo un estudio piloto utilizando sesiones de CVA en 2010. Un método sin contacto se utilizó, el cual se entrega a través de una altitud de alto rendimiento o un simulador de presión, del proceso de las variaciones cíclicas en el acondicionamiento adaptable (CVAC por sus siglas en inglés). Como un estudio piloto, 10 participantes con Adiposis Dolorosa completaron cuestionarios sobre el dolor y la calidad de vida antes y después (20 a 40 minutos) del proceso de CVAC diariamente por 5 días. El proceso de las variaciones cíclicas en acondicionamiento adaptable (Sistemas CVAC, Inc; Temecula, California, EUA) es un método sin contacto de compresión neumática hipobárica para el tratamiento del edema tisular y, por lo tanto, el dolor asociado a edemas. 
El proceso CVAC está disponible actualmente para mejorar solamente el estado físico. No está disponible para diagnosticar o tratar cualquier enfermedad u otra patología médica. Por otra parte, La corporación de los sistemas CVAC, no hace reclamos en cuanto a le efectividad, eficacia o seguridad del proceso CVAC para aplicaciones terapéuticas.

## Epidemiología
la enfermedad de Dercum aparece con mayor frecuencia entre las edades de 35 y 50 años de edad. Es de cinco a treinta veces más común en mujeres que en hombres. Originalmente, Dercum propuso que el trastorno afecta principalmente a mujeres posmenopáusicas. Sin embargo, en el 2007, una encuesta reveló que el 85.7% de los pacientes incluidos desarrolló la enfermedad de Dercum antes de la menopausia. La prevalencia de la enfermedad de Dercum aún no ha sido establecida con exactitud.

## Historia
La enfermedad de Dercum fue originalmente descrita en la literatura médica en 1892 por el médico estadounidense Francis Xavier Dercum.

## Ligas externas
- Dercums Disease Research
- NORD (National Organization of Rare Disorders)
- Dercum's Disease (www.dercum.org)
- Dercum's disease on e-medicine
- Dercums Foundation
- DDRD Foundation Archivado el 29 de octubre de 2015 en Wayback Machine.
- Fat Disorders Research Society's Dercum's Disease Description

- Datos: Q1615557
- Multimedia: Adiposis dolorosa / Q1615557